# Holcobunus
Genre
Synonymes
- Sympathica Mello-Leitão, 1933
- Paratamboicus Mello-Leitão, 1940

Holcobunus est un genre d'opilions eupnois de la famille des Sclerosomatidae.

## Distribution
Les espèces de ce genre se rencontrent en Amérique.

## Liste des espèces
Selon World Catalogue of Opiliones (29/03/2023) :
- Holcobunus albianus Mello-Leitão, 1944
- Holcobunus bicornutus (Mello-Leitão, 1940)
- Holcobunus bogotensis Roewer, 1953
- Holcobunus chilensis Piza, 1942
- Holcobunus cinctus Roewer, 1953
- Holcobunus conspersus Roewer, 1953
- Holcobunus dentatus Roewer, 1910
- Holcobunus dissimilis Tourinho, Pinto-da-Rocha & Bragagnolo, 2015
- Holcobunus dubius Ringuelet, 1959
- Holcobunus formosus (Ringuelet, 1953)
- Holcobunus ibitirama Tourinho, Pinto-da-Rocha & Bragagnolo, 2015
- Holcobunus iguassuensis Mello-Leitão, 1935
- Holcobunus laevis Ringuelet, 1959
- Holcobunus marmoratus Mello-Leitão, 1938
- Holcobunus metallicus Roewer, 1953
- Holcobunus mexicanus Roewer, 1953
- Holcobunus misionicus Ringuelet, 1959
- Holcobunus nigripalpis Roewer, 1910
- Holcobunus riedeli Staręga, 1970
- Holcobunus segadasi Mello-Leitão, 1949
- Holcobunus tenuis Roewer, 1953
- Holcobunus tocantinus Roewer, 1953
- Holcobunus trochanteralis Roewer, 1953
- Holcobunus uaisoh Tourinho, Pinto-da-Rocha & Bragagnolo, 2015
- Holcobunus unicolor (Loman, 1902)
- Holcobunus unifasciatus Roewer, 1910

## Systématique et taxinomie
Ce genre a été décrit par Roewer en 1910 dans les Phalangiidae.
Sympathica et Paratamboicus ont été placés en synonymie par Tourinho et Kury en 2001.

## Publication originale
- Roewer, 1910 : « Revision der Opiliones Plagiostethi (= Opiliones Palpatores). I. Teil: Familie der Phalangiidae. (Subfamilien: Gagrellini, Liobunini, Leptobunini). » Abhandlungen aus dem Gebiete der Naturwissenschaften, herausgegeben vom Naturwissenschaftlichen Verein in Hamburg, vol. 19, p. 1–294.